# Simone Forti
Pour les articles homonymes, voir Forti.
Simone Forti (parfois appelée par ses noms d'épouse : Simone Morris et Simone Whitman), née en 1935 à Florence en Italie, est une danseuse et chorégraphe américaine d'origine italienne.

## Biographie
D'origine italienne, Simone Forti est la fille de parents juifs qui, pour fuir les Nazis, émigrent en Suisse en 1939 avant de rejoindre les États-Unis, s'installant à Los Angeles. Forti est initiée à la danse au lycée, dans le cadre d'une option de danse moderne où la professeure propose de travailler sur l'improvisation. Parallèlement à la composition chorégraphique, elle prend aussi des cours de peinture. Elle fait tout d'abord des études de sociologie et de psychologie au Reed College, où elle rencontre Robert Morris, alors peintre expressionniste abstrait. Le couple se marieen 1956 et s'installe à San Francisco, où Forti rejoint le Dancers’ Workshop d'Anna Halprin, qui, sur le modèle du Bauhaus, rassemble des danseurs, des musiciens, des artistes, des poètes et des architectes. Le but de cet atelier est stimuler l'expérimentation autour du mouvement. Là, Forti commence à pratiquer la danse d'improvisation. Elle apprend à observer la nature environnante et ses mouvements subtiles afin de s'en inspirer, mais aussi à créer des chorégraphies à partir de « tâches » ordinaires (comme balayer le sol par exemple). Fascinée par le Surréalisme et par le principe de composition par association libre, Forti expérimente aussi la juxtaposition d'éléments hétéroclites en danse. Avec l'acteur John Graham, qui adore le dadaïsme et le théâtre surréaliste, et Halprin elle-même, Forti travaille sur la libre association d'images dissonantes et intuitives. En outre, elle pense que les mots et les mouvements fonctionnent simultanément et elle n'hésite pas à intégrer le langage en danse. Elle crée alors les Nez Pieces, qui possèdent un esprit Zen (d'où l'anagramme).
Mais au bout de quatre années, le chaos induit par l'improvisation laisse Forti insatisfaite. Elle déménage à New York en 1959, avec Robert Morris. Là, elle prend des cours de danse moderne avec Martha Graham, brièvement, puis rejoint le cours du chorégraphe d'avant-garde Merce Cunningham,. Enfin, à l'automne 1960, elle se joint à l'atelier de composition chorégraphique du musicologue Robert Dunn, fortement inspiré des techniques de composition aléatoires de John Cage, où elle côtoie Judith Dunn, Yvonne Rainer, Trisha Brown et Steve Paxton. Parallèlement à cela, elle travaille comme assistante dans une école maternelle et observe, fascinée, les mouvements des jeunes enfants, à la fois très répétitifs et d'une simplicité fascinante. Cela au même moment où elle étudie la musique répétitive de La Monte Young (avec lequel elle avait déjà travaillé chez Halprin). Autres sources d'inspiration dans sa maturation artistique: le happening (elle participe à des happenings de Robert Whitman) et le groupe Gutai au Japon.
Du 16 au 18 décembre 1960, Robert Whitman l'invite à présenter son travail au sein de la Reuben Gallery, galerie indépendante spécialisée dans le happening. Elle y présente deux pièces majeures, See Saw (où deux personnes, en l'occurrence Robert Morris et Yvonne Rainer, se balancent sur une sorte de planche-balançoire, les plus infimes mouvement de l'une affectant ceux de l'autre) et Rollers (où Simone Forti et Pat Oldenburg émettent des sons vocaux, installées dans des caisses en bois à roulettes, que les spectateurs peuvent pousser). Plus tard, en mai 1961, Forti montre ses pièces dans le loft de Yoko Ono, sur Chambers Street, à l'invitation de La Monte Young (sont aussi programmés Robert Morris, Jackson Mac Low, Henry Flynt). Elle présente en particulier celle de ses pièces qui a le plus marqué l'histoire de la danse contemporaine: Huddle. Celle-ci est construite autour de six ou sept danseurs, étroitement regroupés, se tenant par les épaules. Puis chacun des performers se détache, l'un-e après l'autre, de la masse et commence à escalader la structure formée par les corps avant de reprendre sa place, créant ainsi une sculpture vivante, constamment changeante et mouvante dans l'espace. Il s'agit d'une danse-construction.
En 1962, la même année où le  Judson Dance Theater est créé, elle épouse Robert Whitman et, jusqu'en 1966, collabore principalement avec lui. Elle raconte : « au moment même où émergeait le mouvement proprement dit de la Judson Church, je me suis retrouvée embarquée dans un autre réseau qui était celui du happening ». Aussi, elle ne fait donc pas réellement partie du Judson Dance Theater, même si son influence se ressent fortement dans les travaux de Trisha Brown, Lucinda Childs, Yvonne Rainer et Steve Paxton. Elle participe à la création de nombreux happenings de Whitman en fabriquant des objets ou en étant performer (citons Hole, Flower, Night Time Sky, water, prune/flat).
Une fois divorcée, elle rejoint ses parents à Rome en 1968 et reprend son travail chorégraphique. Elle utilise la Galleria L'Attico comme studio de répétition et loge à côté d'un zoo. L'observation des comportements animaliers devient la source d'inspiration principale de son travail d'improvisation. C'est alors qu'elle crée Sleep Walkers, inspirée des mouvements des flamants roses et des ours polaires. Sans imiter les animaux, elle s'inspire de la dynamique de leur motricité. Elle dit: « ce qui me paraissait fascinant, c'est que ces animaux utilisaient le mouvement pour agir sur leur métabolisme, susciter un certain état neurophysiologique. À mon sens, c'est la racine du comportement de danse, de ce que j'appelle l'état de danse ». Elle collabore avec une troupe de théâtre expérimental basée à Turin, appelée The Zoo. Elle a aussi collaboré avec Steve Paxton, Charlemagne Palestine et Jon Gibson, entre autres.
En 1969, elle s'immerge dans la culture psychédélique lors du Festival de Woodstock,. Elle expérimente le LSD, ce qui modifie sa perception du monde.
Dans les années 1970, elle commence à pratiquer le tai Chi. Elle remplace Allan Kaprow en tant que professeur au California Institute of the Arts lorsqu'il doit s'absenter. Elle organise des séances d'improvisation pour musiciens et danseurs.
En 1974, elle publie un livre sur le mouvement intitulé Handbook in Motion.
En 1986, elle fonde la Simone Forti & Troupe avec laquelle elle produit des portraits dansés de paysages, incluant mouvements et paroles. Elle va aussi diffuser dans le monde ses recherches en « danse narrative » qu'elle appelle Logomotion. Dans le même temps, son travail prend un tour plus politique: elle improvise à partir des événements d'actualité, créant notamment les News Animation, improvisations à partir d'une pile de journaux. Elle s'installe dans le Vermont en 1988. En 1995, elle obtient un Bessie Award pour l'ensemble de son œuvre.

## Principales chorégraphies
- 1960 : See-Saw, Rollers
- 1961 : Slant Board, Huddle, Hangers, Platforms, Accompaniment for La Monte's "2 Sound"..., From Instructions, Censor, Herding
- 1967 : Face Tunes, Cloths, Elevation Tune No. 2 , Song
- 1969 : Book, Bottom, Fallers, Sleepwalkers, Throat Dance
- 1971 : Buzzing, Illuminations en collaboration avec Charlemagne Palestine
- 1974 : The Zero, Crawling
- 1975 : Big Room, Red Green
- 1976 : Planet
- 1978 : Fan Dance
- 1979 : Estuary, Home Base
- 1981 : Jackdaw Songs
- 1989 : Touch
- 1991 : Animations, Collaboration, To Be Continued, Still Life